# 단순 기계
물리학에서 말하는 단순 기계(單純機械)는 단일한 힘을 이용하여 일하는 여섯 종류의 기계를 말한다.

## 역사

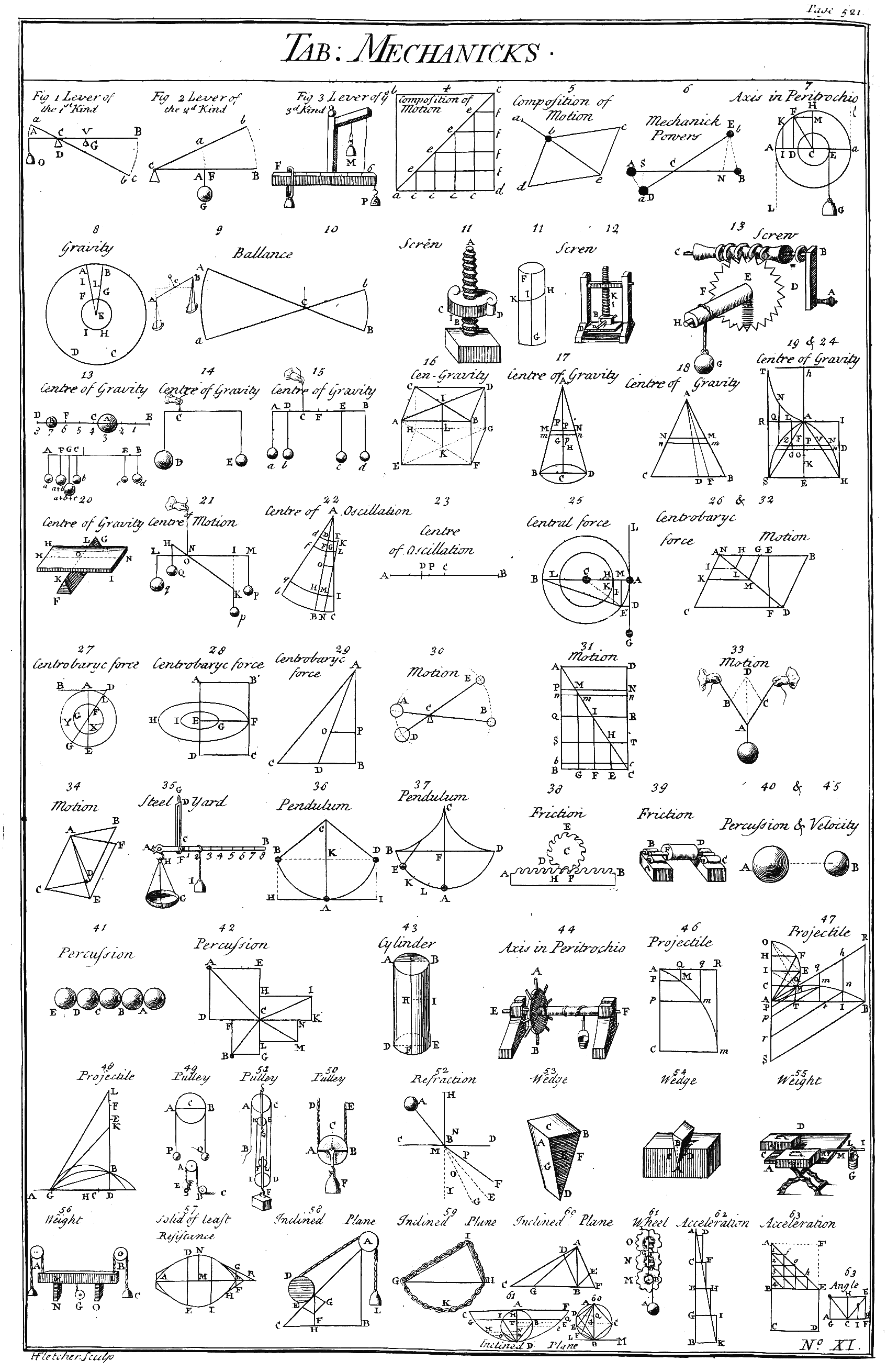
채임버스의 사이클로피디아에 나오는 단순기계들, 이들은 더 복잡한 기계를 이해하는 바탕이 된다.

단순 기계는 선사시대부터 인류가 이용해온 도구들이다. 한국의 고대 유물인 고인돌을 만들 때에도 모든 종류의 단순 기계를 사용하였다. 현대에 이르러서도 물리적인 힘을 전달하는 장치의 기본적인 원리는 단순 기계와 같다.

## 빗면
빗면은 경사진 평면을 말한다. 주로 무거운 물체를 위로 올리는 데 이용된다. 빗면을 이용하면 힘의 분산에 의해 보다 적은 힘으로 물체를 위로 올릴 수 있다.
하지만 힘이 줄어들게 되면 거리가 힘이 줄어든 만큼 거리가 늘어나게 된다.

## 축바퀴
축바퀴는 축이 달린 바퀴를 이용하여 보다 적은 힘으로 물체를 회전시키는 작용을 한다. 문의 돌리는 손잡이가 대표적인 예이다.
과학적 원리는 지레와 같다.

## 지레
지레는 막대를 이용하여 보다 적은 힘으로 물체를 옮기거나 다루기 위해 사용한다. 생활 속에서 다양하게 쓰이며 힘점, 받침점, 작용점의 위치에 따라 세종류의 지레로 구분한다. 병따개는 지레의 대표적인 예이다.

## 도르래
도르래는 홈이 파인 바퀴에 끈을 연결하여 물체를 다루는 도구이다. 축을 고정시킨 고정 도르래와 축이 움직이는 움직 도르래가 있다.

## 나사
나사는 빗면을 말아 놓은 것과 같은 홈을 지닌 못 모양의 도구이다. 물체를 단단히 고정하거나 정밀한 회전이 필요한 도구에 사용된다.

## 쐐기
쐐기는 양쪽에 빗면이 있는 도구이다. 물체를 고정하거나 적은 힘으로 단단함 물체를 깨뜨리는 일에 쓰인다. 쐐기를 이용한 생활 도구로는 지퍼를 들 수 있다.

## 바퀴
바퀴는 원통형의 둥근 물체에 축을 달아 굴러갈 수 있게 만든 도구이다. 수많은 곳에 바퀴가 쓰이며 인류 문명에 빠질 수 없는 중요한 발명으로 취급된다.

## 같이 보기
- 링크 (기구)
- 캠
- 기구학